# Ulla von Brandenburg
Ulla von Brandenburg (Karlsruhe, 1974) è un'artista e pittrice tedesca, autrice di installazioni di arte contemporanea.

## Biografia

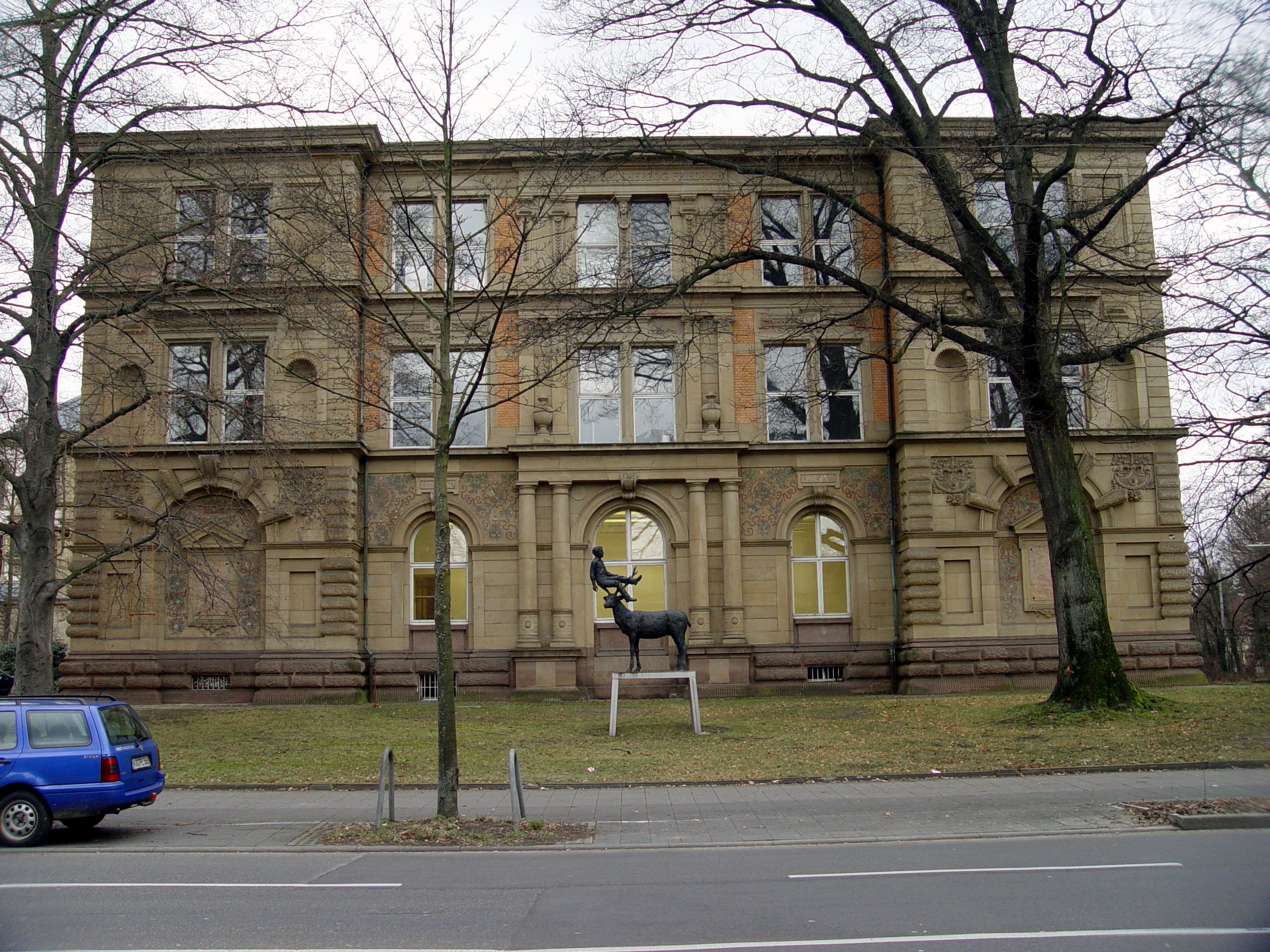
Accademia delle Belle Arti di Karlsruhe

Nata a Karlsruhe, vive principalmente a Parigi.
Nella sua città natale, dove talvolta risiede, insegna pittura e grafica dal 2016 alla Staatliche Akademie der Bildenden Künste.

## Opere
Brandenburg adotta linguaggi artistici eterogenei, che combina spesso nella stessa installazione. Fra questi vi sono disegno, murales, acquarello, architetturadanza e performance recitative, filmati,, tessuti.
(Vanessa Joan Müller, Dort hausten vormals Elentiere  , prefazione,  2015.)
I suoi allestimenti sono influenzati da diverse discipline quali la psicanalisi, il teatro, lo spiritismo e la magia.

### Allestimenti
Le sue opere e performance sono state ospitate presso l'IMMA (Irish Museum of Modern Art) di Dublino (2008), alla Fondazione Louis Vuitton  (Chorspiel, 2010), al Kunstverein für die Rheinlande und Westfalen a Düsseldorf (Wo über dem Grün ein rotes Netz liegt) e Hannover (2014), Palais de Tokyo di Parigi ( Installation of Death of a King, 2012-2013), all'Herzliya Museum in Israele (2013), al Palazzo della Secessione di Vienna  (Innen is nicht Aussen, 2013), al Centro de Arte Dos De Mayo (Die Strasse, 2014), alla Haus Konstruktiv in Zurigo (Manchmal Ja, Manchmal Nein, 2016), al Pérez Art Museum Miami (Project Gallery: Ulla von Brandenburg , 2016), alla Museum Künstlerkolonie e alla Mathildenhöhe di Darmstadt (2018), al Musée Jenish di Vevey (2018).
Altri allestimenti sono presenti al Musée National d’Art Moderne, al Centre Pompidou, al Fisher Landau Center for Art di Long Island, alla Tate Modern, al The Israel Museum di Gerusalemme, la Galleria d’Arte Moderna e Contemporanea a Torino;, Kadist Art Foundation di Parigi, FRAC Ile-de-France a Parigi (Le Plateau), FRAC Aquitaine a Bordeaux, FRAC Pays de la Loire a Carquefou.
Fra le opere allestite in tutto il mondo It Has a Golden Sun and an Elderly Grey Moon ("Di un sole dorato"), una performance che racchiude coreografie e filmati, proposta a Toronto (2016), a Melbourne (2016), a Aarhus, al Louisiana Museum of Modern Art di Copenaghen e al Museo Novecento a Firenze (2018).

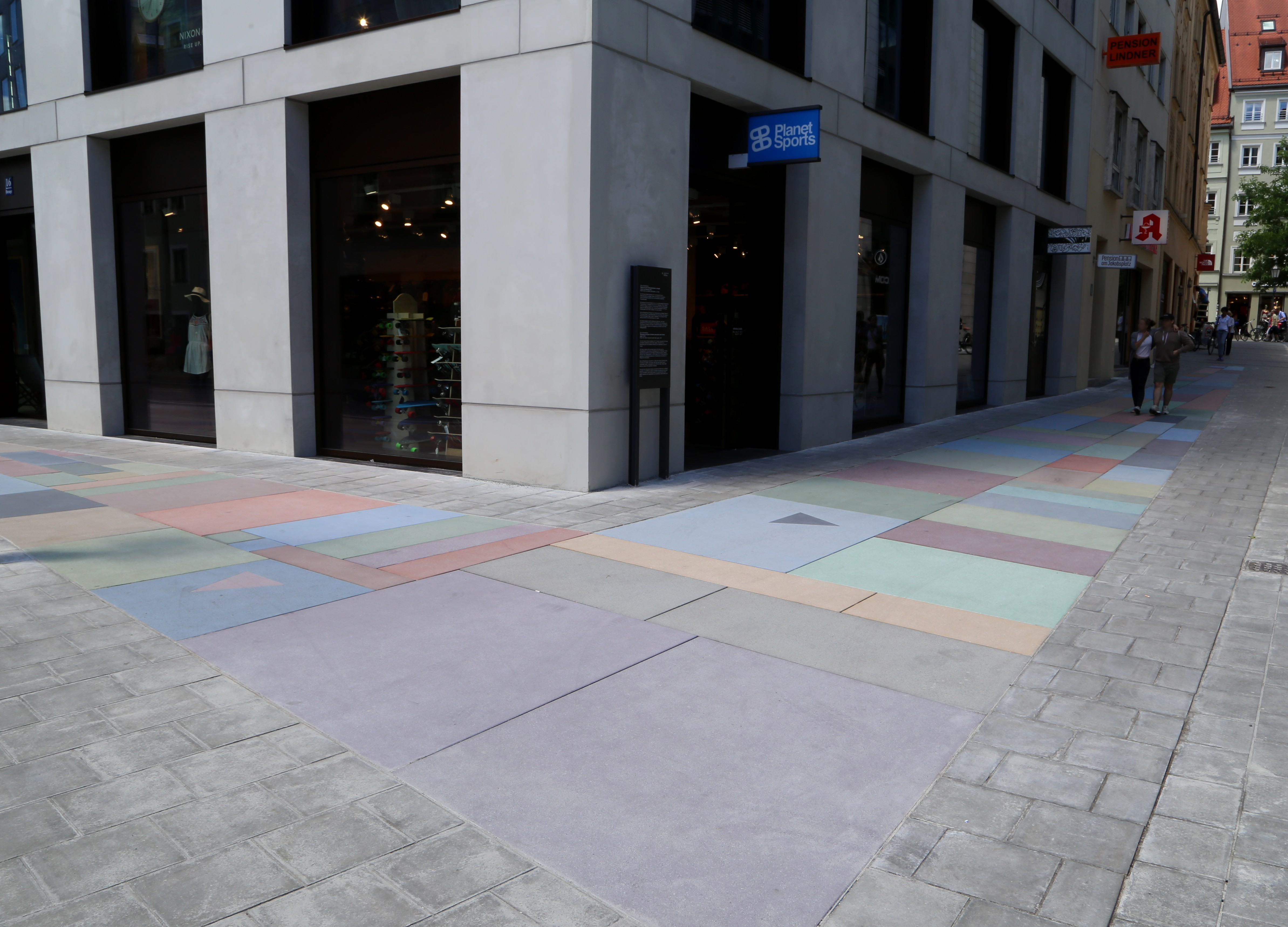
Memoriale per gli omosessuali perseguitati dal nazionalsocialismo, a Monaco.

Nel 2017 è stato inaugurato a Monaco il memoriale per le vittime omosessuali del nazismo, da lei ideato.

## Riconoscimenti
È stata candidata al premio della  Fondation Guerlain nel 2012 a al Prix Marcel Duchamp nel 2016